# Asterinae
Asterinae je podtribus glavočika,  dio tribusa Astereae. Postoji 28 rodova, od kojih je najznačajniji Aster (zvjezdan).

## Rodovi
1. Subtribus Asterinae Dumort.
  1. Neobrachyactis Brouillet (4 spp.)
  2. Psychrogeton Boiss. (27 spp.)
  3. Callistephus Cass. (1 sp.)
  4. Cordiofontis G. L. Nesom (5 spp.)
  5. Sinosidus G. L. Nesom (8 spp.)
  6. Helodeaster G. L. Nesom (3 spp.)
  7. Myriactis Less. (10 spp.)
  8. Metamyriactis G. L. Nesom (6 spp.)
  9. Geothamnus G. L. Nesom (1 sp.)
  10. Tibetiodes G. L. Nesom (27 spp.)
  11. Griersonia G. L. Nesom (3 spp.)
  12. Chlamydites J. R. Drumm. (1 sp.)
  13. Iteroloba G. L. Nesom (1 sp.)
  14. Yonglingia G. L. Nesom (2 spp.)
  15. Arctogeron DC. (1 sp.)
  16. Asterothamnus Novopokr. (7 spp.)
  17. Kemulariella Tamamsch. (6 spp.)
  18. Rhinactinidia Novopokr. (2 spp.)
  19. Sinobouffordia G. L. Nesom (2 spp.)
  20. Chaochienchangia G. L. Nesom (1 sp.)
  21. Cardiagyris G. L. Nesom (9 spp.)
  22. Aster L. (98 spp.)
  23. Rhynchospermum Reinw. (1 sp.)
  24. Miyamayomena Kitam. (3 spp.)
  25. Turczaninowia DC. (1 sp.)
  26. Kalimeris (Cass.) Cass. (5 spp.)
  27. Heteropappus Less. (16 spp.)
  28. Sheareria S. Moore (1 sp.)